# Гилилов, Павел Львович
Павел Львович Гилилов (род. 23 июня 1950, станица Гундоровская) — украинско-германский пианист и музыкальный педагог.

## Биография
Родился в семье Льва Давидовича Гилилова, музыканта, участника Великой Отечественной войны.
Окончил Специальную музыкальную школу при Ленинградской консерватории у Л. И. Зелихман, затем Ленинградскую консерваторию (1973) у её мужа М. Я. Хальфина. В 1972 году был удостоен первой премии на Всероссийском конкурсе пианистов (1972), что дало начало его исполнительской карьере. В 1975 году получил четвёртую премию Международного конкурса пианистов имени Шопена, позднее стал также лауреатом Международного конкурса имени Виотти. Недолгое время преподавал в Петрозаводской, затем в 1976—1978 годах — в Ленинградской консерватории.
В 1980 году эмигрировал, живёт и работает в Германии, с 2003 года — гражданин ФРГ. В 1982—2013 годах — профессор Кёльнской высшей школы музыки, преподавал также в зальцбургском Моцартеуме. Выступал и записывался в ансамбле с Пьером Амуайялем, Борисом Пергаменщиковым, Мишей Майским, Дмитрием Ситковецким, в дуэте со своей женой пианисткой Кармен Даниела, в составе скрипичного трио с Виктором Третьяковым и Каринэ Георгян.